# Jessica Lowndes
Jessica Lowndes (/laʊndz/ Vancouver, 8 de noviembre de 1988) es una actriz y cantante canadiense conocida por su papel en la serie 90210, en la que interpreta a Adrianna Tate-Duncan.

## Biografía
Jessica Lowndes estudió en la Pacific Academy en Surrey y fue incluida en la lista de la revista People como una de las Personas Más Bellas del Mundo de 2009, junto con los coprotagonistas de la serie 90210.
Jessica es de ascendencia inglesa, alemana y ucraniana.

## Filmografía

### Cine
| Año  | Título                                     | Rol               | Notas        |
| ---- | ------------------------------------------ | ----------------- | ------------ |
| 2008 | Autopsy                                    | Emily Hosfield    |              |
| 2008 | The Haunting of Molly Hartley              | Laurel Miller     |              |
| 2010 | Altitude                                   | Sara              |              |
| 2012 | Garden of Eden                             | Kristin           | Cortometraje |
| 2012 | The Devil's Carnival                       | Tamara            |              |
| 2014 | Eden                                       | Elena             |              |
| 2014 | The Prince                                 | Angela            |              |
| 2015 | Larry Gaye: Renegade Male Flight Attendant | Suzanne           |              |
| 2016 | Abattoir                                   | Julia             |              |
| 2018 | Christmas at Pemberley Manor               | Elizabeth Bennett |              |
| 2021 | High Flying Romance                        | Hannah Adams      |              |
| 2021 | Los colores del amor                       | Taylor            |              |

### Televisión
| Año     | Título                                  | Papel                           | Notas                                                 |  |
| ------- | --------------------------------------- | ------------------------------- | ----------------------------------------------------- |  |
| 2005    | Masters of Horror                       | Peggy                           | Episodio: "Dance of the Dead"                         |  |
| 2005    | Saving Milly                            | Andrea Kondracke (15 años)      | Telefilme                                             |  |
| 2006    | Alice, I Think                          | Becky                           | 2 episodios                                           |  |
| 2006    | To Have and to Hold                     | Lisa                            | Telefilme                                             |  |
| 2006    | Kyle XY                                 | Eve                             | Episodio: "Memory Serves"                             |  |
| 2008    | Pretty/Handsome                         | Cassie Booth                    | Piloto de TV fallido de FX                            |  |
| 2008    | Greek                                   | Mandi                           | 6 episodios                                           |  |
| 2008    | Chinese Guys                            | Christy                         | Episodio: "Reason to Fight"                           |  |
| 2008–13 | 90210                                   | Adrianna Tate-Duncan            | Principal: 113 episodios                              |  |
| 2009    | America's Next Top Model                | Herself                         | Episodio: "Interview 101"                             |  |
| 2012    | A Mother's Nightmare                    | Vanessa Redlynn                 | Telefilme                                             |  |
| 2014    | Young & Hungry                          | Judy Green                      | Episodio: "Young & Lesbian"                           |  |
| 2015    | Hawaii Five-0                           | Emma Mills                      | Episodio: "Kuka'awale (Stakeout)"                     |  |
| 2015    | Motive                                  | London Montgomery               | Episodio: "6 Months Later"                            |  |
| 2015    | A Deadly Adoption                       | Bridgette Gibson / Joni Mathers | Telefilme                                             |  |
| 2015    | Merry Matrimony                         | Brie Traver                     | Telefilme                                             |  |
| 2016    | A December Bride                        | Layla O'Reilly                  | Telefilme                                             |  |
| 2016    | Dirk Gently's Holistic Detective Agency | Modern Jake Rainey/Jake Rainey  | Episodios: "Rogue Wall Enthusiasts" "Weaponized Soul" |  |
| 2020    | Too Close for Christmas                 | Hayley Parker, (Ally)           | Drama. Romance \| Telefilme Navidad                   |  |